# IC 2425
IC 2425 — галактика типу * (зірка) у сузір'ї Гідра.
Цей об'єкт міститься в оригінальній редакції індексного каталогу.